# 1877年車臣及達吉斯坦起義
1877年車臣及達吉斯坦起義 — 是車臣和達吉斯坦人為了反對俄羅斯帝國，於第十次俄土戰爭中進行的起義。